# Hällen
Hällen is een Zweeds eiland behorend tot de Pite-archipel. Hällen is van Klemmeten gescheiden door een nauwe waterweg. Het zal nog een paar eeuwen duren en als de postglaciale opheffing doorzet, dan maakt het dan deel uit van Klemmeten – Långörarna. Hällen heeft geen oeververbinding en er staan enkele zomerhuisjes op.